# Voto
Voto là một đô thị trong tỉnh Cantabria, Tây Ban Nha.

## Các khu vực bên trong
- Bádames (thủ phủ).
- Bueras.
- Carasa.
- Llánez.
- Nates.
- Padiérniga.
- Rada.
- San Bartolomé de los Montes.
- San Mamés de Aras.
- San Miguel de Aras.
- San Pantaleón de Aras.
- Secadura.

## Dân số
| 1900  | 1910  | 1920  | 1930  | 1940  | 1950  | 1960  | 1970  | 1980  | 1990  | 2000  | 2007  |
| ----- | ----- | ----- | ----- | ----- | ----- | ----- | ----- | ----- | ----- | ----- | ----- |
| 3.151 | 3.370 | 3.483 | 3.598 | 3.870 | 4.079 | 3.698 | 3.292 | 2.816 | 2.661 | 2.227 | 2.386 |

Fuente: INE